# Friedrich von Born-Fallois
Friedrich Wilhelm Joseph Gottlieb Philipp von Fallois, ab 1877 von Born-Fallois (* 7. Juni 1845 in Berlin; † 31. März 1913 in Bromberg) war ein preußischer Offizier, Gutsbesitzer und Politiker.

## Leben
Fallois entstammte einem lothringischen Adelsgeschlecht und war der Sohn des späteren preußischen Generalleutnants Friedrich von Fallois (1801–1867) und dessen Ehefrau Marie, geborene Harrer (1822–1893).

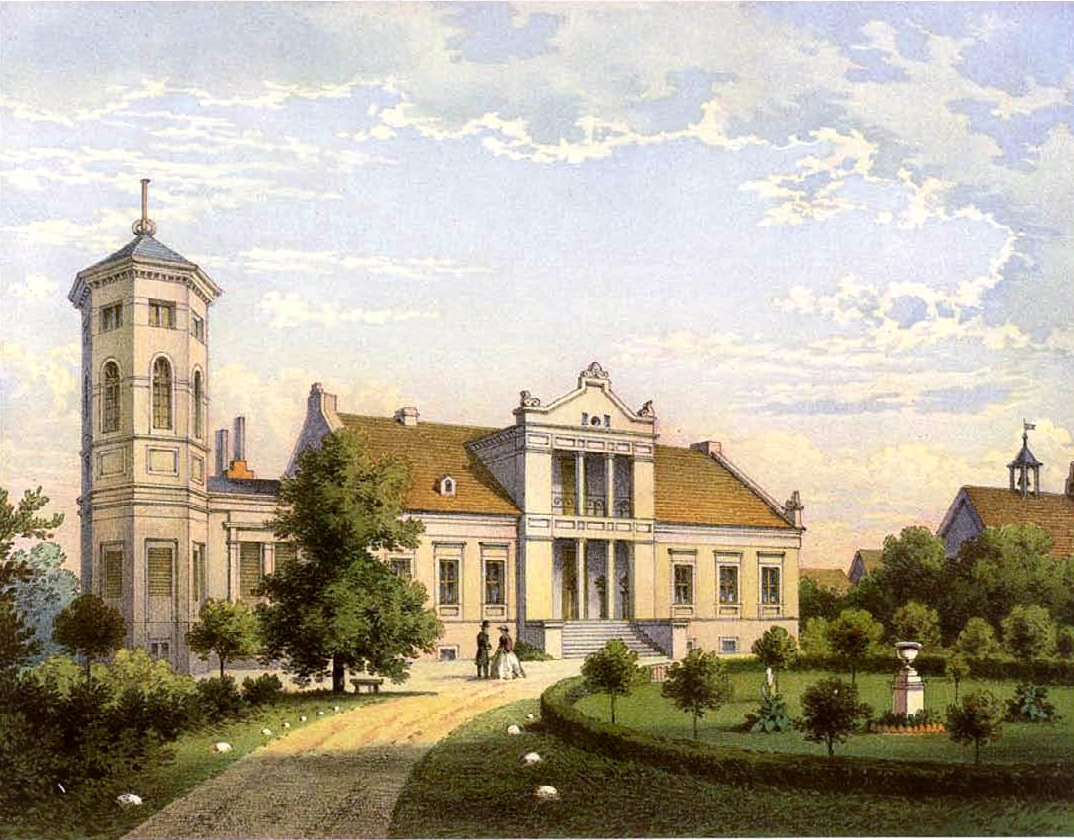
Gut Sienno um 1860, Sammlung Alexander Duncker

### Werdegang
Fallois trat am 19. April 1864 aus dem Kadettenkorps kommend als Sekondeleutnant in das 2. Garde-Regiment zu Fuß der Preußischen Armee ein. Als solcher nahm er 1866 am Krieg gegen Österreich teil, wurde am 16. September 1870 zum Premierleutnant befördert und kämpfte dann 1870/71 mit dem Regiment gegen Frankreich. Für seine Leistungen in diesem Krieg wurde Fallois mit dem Eisernen Kreuz II. Klasse ausgezeichnet. Nach dem Friedensschluss fungierte er als Regimentsadjutant und wurde am 18. Mai 1876 mit der Beförderung zum Hauptmann zum Chef der 2. Kompanie ernannt. Er reichte seinen Abschied ein, der ihm 13. Mai 1879 mit Pension und der Genehmigung zum Tragen der Regimentsuniform bewilligt wurde. Am 18. August 1895 erhielt er noch den Charakter als Major.
Nach seiner Verabschiedung betätigte sich Fallois als Gutsherr auf Rittergut Sienno (Landkreis Bromberg), wo er 1892 die Gestütsmedaille erhielt. Eigentümer des Gutes war bis zu dessen Tod 1876 Wilhelm von Born. Von 1901 bis 1913 war er Vorsitzender der Landwirtschaftskammer der Provinz Posen und Mitglied der Ansiedlungskommission.
Von 1890 bis 1893 war er als Abgeordneter der Deutschkonservativen Partei (DkP) Mitglied des preußischen Abgeordnetenhauses und von 1896 bis 1913 Mitglied des Preußischen Herrenhauses. Born-Fallois war außerdem königlich preußischer Kammerherr.

### Familie
Fallois heiratete in erster Ehe am 1. Juni 1877 in Berlin Clara Luise von Berg (* 28. Juli 1854 in Berlin; † 18. Januar 1901 auf Gut Sienno, Landkreis Bromberg), die Tochter von Karl-Ludwig Graf von Berg-Schönfeld, Fideikommissherr auf Gut Schönfeld, und dessen Ehefrau Klara von Olszewska. Wilhelm von Born-Fallois und Fritz von Born-Fallois waren ihre Söhne.
In zweiter Ehe heiratete er am 19. März 1903 auf Gut Wierzonka (Provinz Posen) die verwitwete Eva von Jagow, geb. von Treskow (* 23. März 1869 auf Gut Wierzonka; † 22. November 1945 in Neustrelitz), die Tochter des preußischen Majors Hugo von Treskow, Gutsbesitzer auf Wierzonka und Kowalski, und der Angelika von Reiche aus dem Hause Rozbitek.
Friedrich von Fallois erreichte am 14. November 1877 in Berlin für sich und seine Nachkommen die preußische Namen- und Wappenvereinigung als „von Born-Fallois“.